# جيانلوكا لابادولا
جيانلوكا لابادولا (بالإيطالية: Gianluca Lapadula)‏ (أبياتيغراسو، 7 فبراير 1990)، هو لاعب كرة قدم إيطالي-بيروفي، ويلعب في مركز رأس الحربة الماجم مع نادي إيه سي ميلان المشارك في دوري الدرجة الأولى الإيطالي، بعدما انتقل في صيف 2016 من نادي نادي بيسكارا وذلك بعد أن قدم موسمًا رائعًا في الدرجة الثانية مع فريق الدلافين وسجل 30 هدفًا، تُوِّج خلالها بلقب هداف الدوري الإيطالي الدرجة الثانية. شارك مع الفريق الثاني لمنتخب إيطاليا، لكنه في عام 2020 بدأ باللعب لصالح منتخب بيرو.

## روابط خارجية
- جيانلوكا لابادولا على موقع الاتحاد الأوربي (الإنجليزية)
- جيانلوكا لابادولا على موقع إي إس بي إن إف سي (الإنجليزية)
- جيانلوكا لابادولا على موقع قاعدة بيانات كرة القدم.إي يو (الإنجليزية)
- جيانلوكا لابادولا على موقع ناشيونال فوتبول تيمز (الإنجليزية)
- جيانلوكا لابادولا على موقع Soccerbase.com (لاعب) (الإنجليزية)
- جيانلوكا لابادولا على موقع Soccerway.com (الإنجليزية)
- جيانلوكا لابادولا على موقع عالم كرة القدم.نت (الإنجليزية)
- جيانلوكا لابادولا على موقع AS.com (الإسبانية)